# Staub (entreprise)
Pour les articles homonymes, voir Staub.
Staub est une entreprise française d’ustensiles de cuisine, connue principalement pour ses cocottes en fonte. L'entreprise fabrique des plats et contenants en fonte, le plus souvent émaillée, mais aussi en céramique, ainsi que divers accessoires de cuisine.
La marque, fondée en 1974 par l'industriel alsacien Francis Staub, appartient depuis 2008 au groupe allemand Zwilling J. A. Henckels, spécialisé dans le matériel de cuisine haut de gamme.

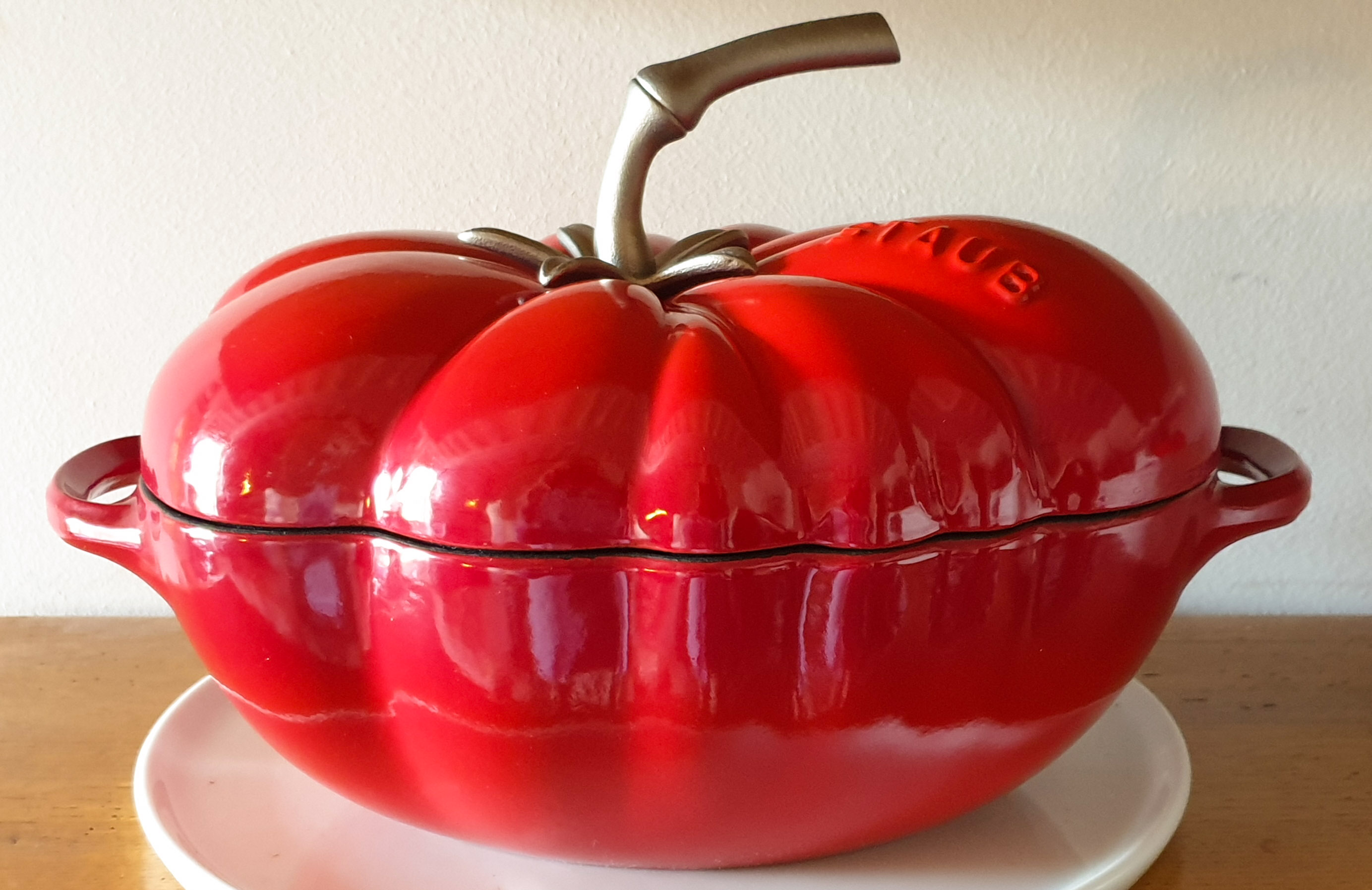
Cocotte en fonte émaillée. Série spéciale tomate.

## Histoire
Francis Staub, né en 1950, originaire de Colmar, commence vers l'âge de 20 ans le négoce des instruments de cuisine. Puis, en 1974, il fonde à Turckheim (Haut-Rhin) une petite société à son nom, dans laquelle il conçoit, dessine et distribue les cocottes en fonte de sa propre marque, dont la fabrication est confiée à la fonderie Arthur Martin, installée depuis 1882 à Revin, dans les Ardennes.
En 1987, Francis Staub rachète la Céramique culinaire de France, à Soufflenheim (Bas-Rhin), puis en 1988 l’entreprise de fonderie et d'émaillage Nomar, fondée entre-deux-guerres à Saint-Victor-sur-Loire, près de Saint-Étienne et installée depuis 1972 non loin de là, à Roche-la-Molière. La fonderie Nomar a produit, jusqu'à sa fermeture en 2016, des cocottes et autres objets de cuisine en fonte émaillée, comme des services à fondue ou des cocottes, dont certaines portaient la signature prestigieuse de Paul Bocuse. 

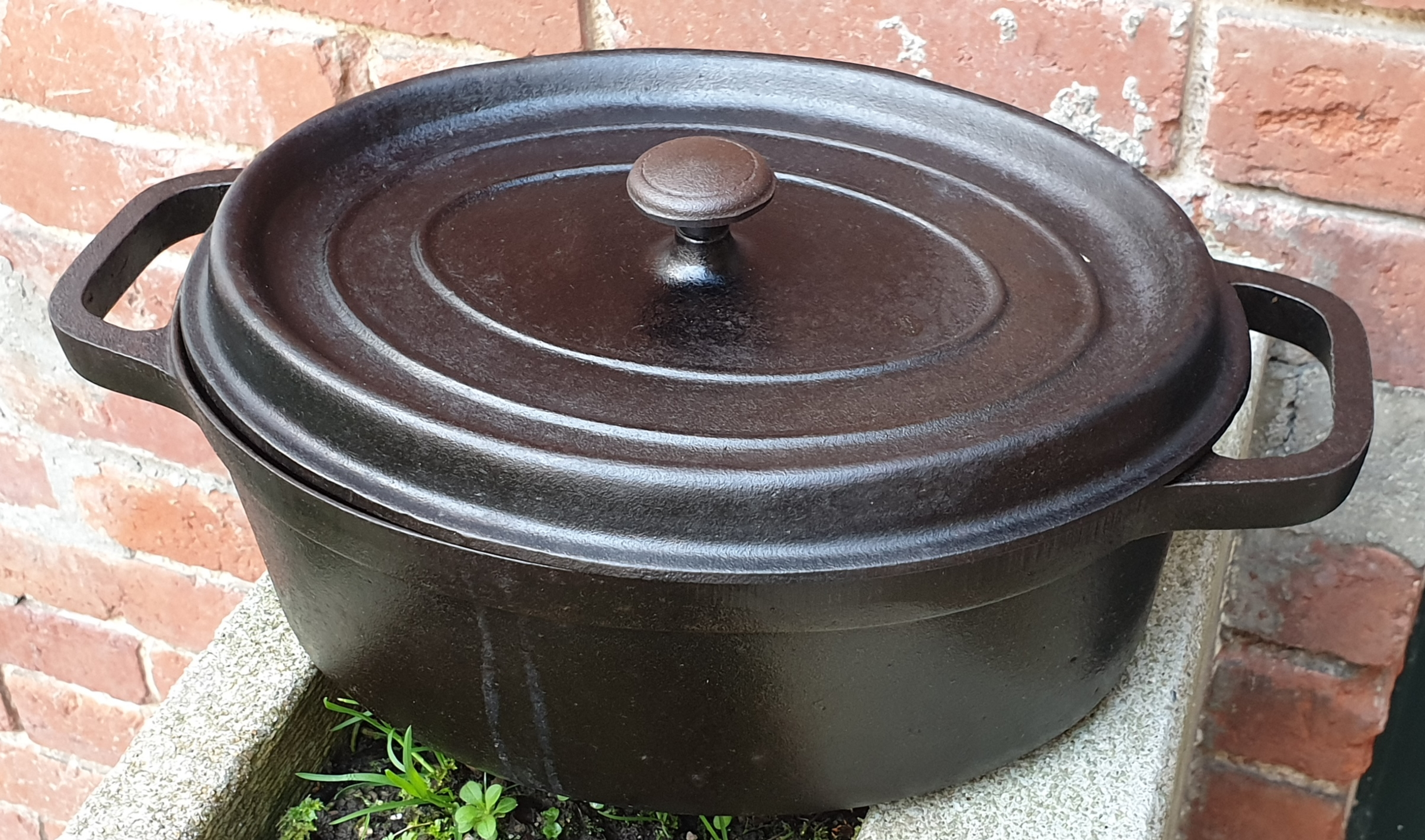
Cocotte Staub ovale en fonte brute, du début de la production. Les modèles plus récents sont tous recouverts d'émail, mat ou brillant.

En 2002, Staub acquiert la fonderie Franco-Belge, spécialisée dans le chauffage, les cuisinières et la fonderie culinaire, fondée en 1926 à Merville, dans le département du Nord,, qui devient le lieu principal de production et le siège social de la société Staub. En 2008, le coutelier Zwilling, de Solingen, rachète l'entreprise et continue la production à Merville. Après 2016, la production des cocottes Fontignac (marque héritée de la fonderie Franco-Belge acquise en 2002), destinées à la grande distribution, est transférée en Chine, laissant place à une troisième ligne de fabrication de produits Staub dans l'usine française de Merville.

## Production
La marque Staub produit essentiellement des cocottes et instruments de cuisson en fonte d'abord brute, puis émaillée, mais aussi des plats et récipients en céramique.

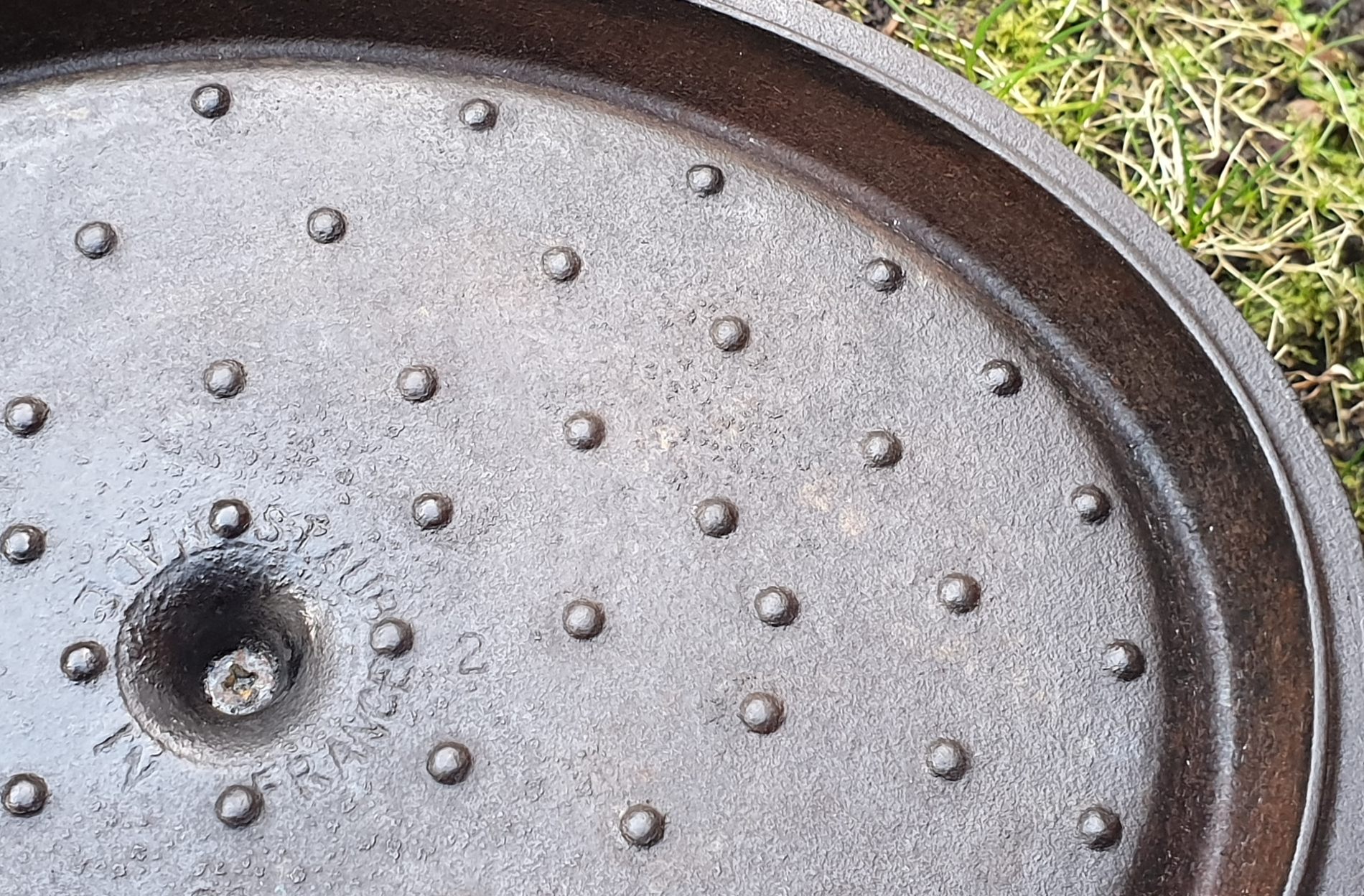
Picots d'arrosage sous le couvercle d'une cocotte en fonte brute d'origine.

Le succès des cocottes Staub, dès les années 1970, est immédiat : leur nouveauté réside dans les picots situés sous le couvercle plat, favorisant l'arrosage de la préparation culinaire par condensation durant toute la durée du mijotage.
Les cocottes sont généralement de forme classique, rondes ou ovales, telles qu'elles ont été dessinées à l'origine, mais d'autres formes sont apparues, comme des cocottes en forme de fruits, légumes ou animaux, réalisées en collaboration avec des sculpteurs spécialisés,.
Staub produit aussi, depuis la fin des années 1990, des mini-cocottes, émaillées ou non, allant directement du four à la table, devant chaque convive. Le mijotage en mini-cocottes individuelles est devenu une spécialité de certains restaurants, en France et à l'étranger.